# Tioetanolamin S-acetiltransferaza
Tioetanolamin -acetiltransferaza (EC 2.3.1.11, tioltransacetilaza B, tioetanolaminska acetiltransferaza, acetil-KoA:tioetanolaminska S-acetiltransferaza) je enzim sa sistematskim imenom acetil-KoA:2-aminoetantiol S-acetiltransferaza. Ovaj enzim katalizuje sledeću hemijsku reakciju
acetil-KoA + 2-aminoetantiol {\displaystyle \rightleftharpoons } KoA + S-(2-aminoetil)tioacetat
2-sulfaniletanol (2-merkaptoetanol) može da bude supstrat.

## Literatura
- Gunsalus, I.C. (1954). „Group transfer and acyl-generating functions of lipoic acid derivatives”.  Ур.: McElroy, W.D. and Glass, B. A Symposium on the Mechanism of Enzyme Action. Baltimore: Johns Hopkins Press. стр. 545—580.

## Spoljašnje veze
- Thioethanolamine+S-acetyltransferase на 